# Heorhij Vasyl'ovyč Tibilov
Heorhij Vasyl'ovyč Tibilov (in ucraino Георгій Васильович Тібілов?; Vladikavkaz, 6 novembre 1984) è un ex lottatore ucraino, specializzato nella lotta libera.

## Biografia
Agli europei di Tampere 2008 ha conquistato la medaglia d'argeno nella categoria 96 kg, perdendo contro il georgiano Georgi Gogshelidze in finale.
Ha rappresentato l'Ucraina ai Giochi olimpici estivi di Pechino 2008, dove è stato estromesso dal tabellone principale del torneo dei 96 kg dal russo Širvani Muradov, poi risultato vincitore della competizione; ai ripescaggi ha sconfitto il turco Hakan Koç in semifinale ed ha riportato una sconfitta contro l'azero Xetaq Qazyumov nella finalina per il bronzo.

## Palmarès
| Anno | Manifestazione  | Sede     | Evento | Risultato | Note |
| ---- | --------------- | -------- | ------ | --------- | ---- |
| 2003 | Mondiali junior | Istanbul | 84 kg  | Oro       |      |
| 2004 | Europei junior  | Sofia    | 96 kg  | Oro       |      |
| 2008 | Europei         | Tampere  | 96 kg  | Argento   |      |
| 2008 | Giochi olimpici | Pechino  | 96 kg  | 5º        |      |